# East Ayton
East Ayton is een civil parish in het bestuurlijke gebied Scarborough, in het Engelse graafschap North Yorkshire met 1678 inwoners.